# 菲律宾理工大学
菲律賓理工大學，是坐落於菲律賓首都馬尼拉的一所百年州立大學。成立於1904 年10月19日。
1978年，依据總統令1349号升为特許州立大學。
全校有七萬多學生，據稱是菲律賓學生人數最多的州立大學。
2013年，該大學在QS亞洲大學排名中位列300+。
包括分支機構，截至2016年12月31日共有3,078的工作人員，包括2,236名教職員工、51名官員、297名正式員工、468名臨時員工、18名顧問和8個工單。

## 校友
- 米格爾·夸德爾諾，菲律賓中央銀行首任行長。
- Celia Capadocia-Yango
- Eddie Villanueva